# 圣母往见主教座堂 (卡瓦德蒂雷尼)
卡瓦德蒂雷尼圣母往见主教座堂（Duomo di Santa Maria della Visitazione）是天主教阿马尔菲-卡瓦德蒂雷尼总教区的共同主教座堂，位于意大利南部坎帕尼亚大区的卡瓦德蒂雷尼。主教座堂建于1517年至1587年教区成立之初，建筑师Pignoloso Cafaro。
在1980年地震中，该堂受损。经修复后在1999年12月重新开放。
1986年9月30日卡瓦教区与阿马尔菲教区合并，卡瓦主教座堂的称号改为共同主教座堂。